# Ромовая баба
Ромовая ба́ба (ром-ба́ба) — кондитерское изделие, представляет собой разновидность бабы — кекса, изготовленного из сдобного дрожжевого теста с добавлением изюма, иногда цукатов. Масса изделия составляет не менее 100 г. После выпечки обильно пропитывается сахарным сиропом с ромовой эссенцией, иногда с добавлением варенья. Верхняя часть кекса обмазывается сахарной помадкой или глазурью.
Историю ромовой бабы связывают с именем короля Польши и последнего герцога Лотарингии в 1737—1766 гг. — Станислава Лещинского (1677—1766), которому приписывают изменение рецепта традиционного в Германии и Австрии праздничного хлеба — кугельхопфа или традиционного польского пасхального хлеба — «баба» (пол. baba).
Современная ромовая баба, с сухофруктами и пропитанная ромом, была изобретена на улице Монторгейль в Париже, Франция, в 1835 году или ранее. Сегодня слово «баба» во Франции и почти везде за пределами Восточной Европы обычно относится именно к ром-бабе.
Баба также популярна в Неаполе и стала популярным неаполитанским блюдом под названием babà или babbà.
Кондитерское изделие также появилось в меню ресторанов в Соединённых Штатах с 1899 года, если не раньше.

## Галерея

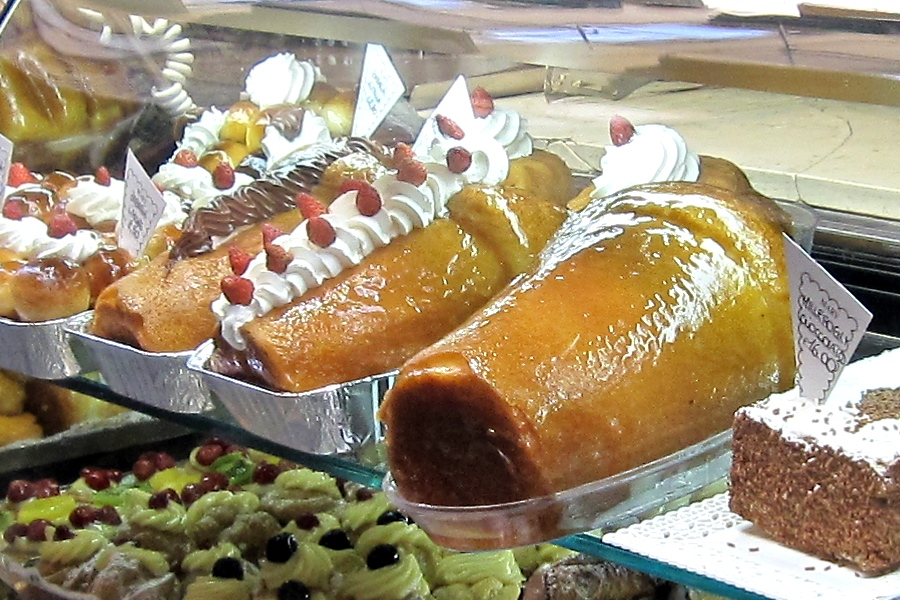
Неаполитанская ромовая баба
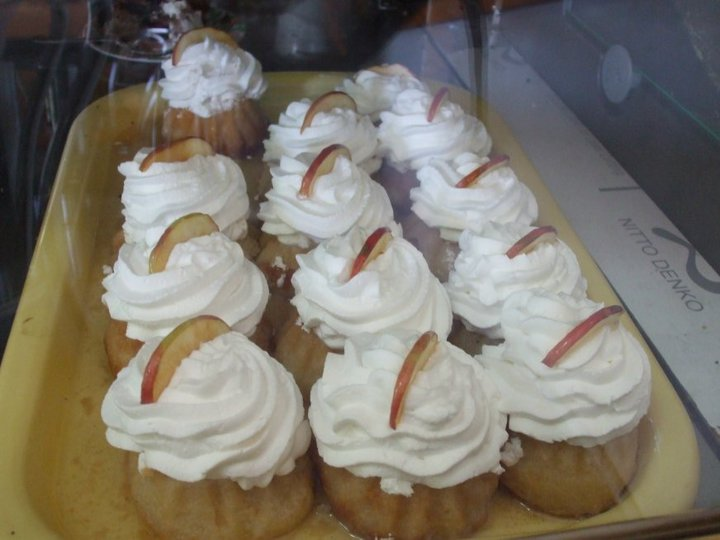
Румынский современный саварин, вид бабы
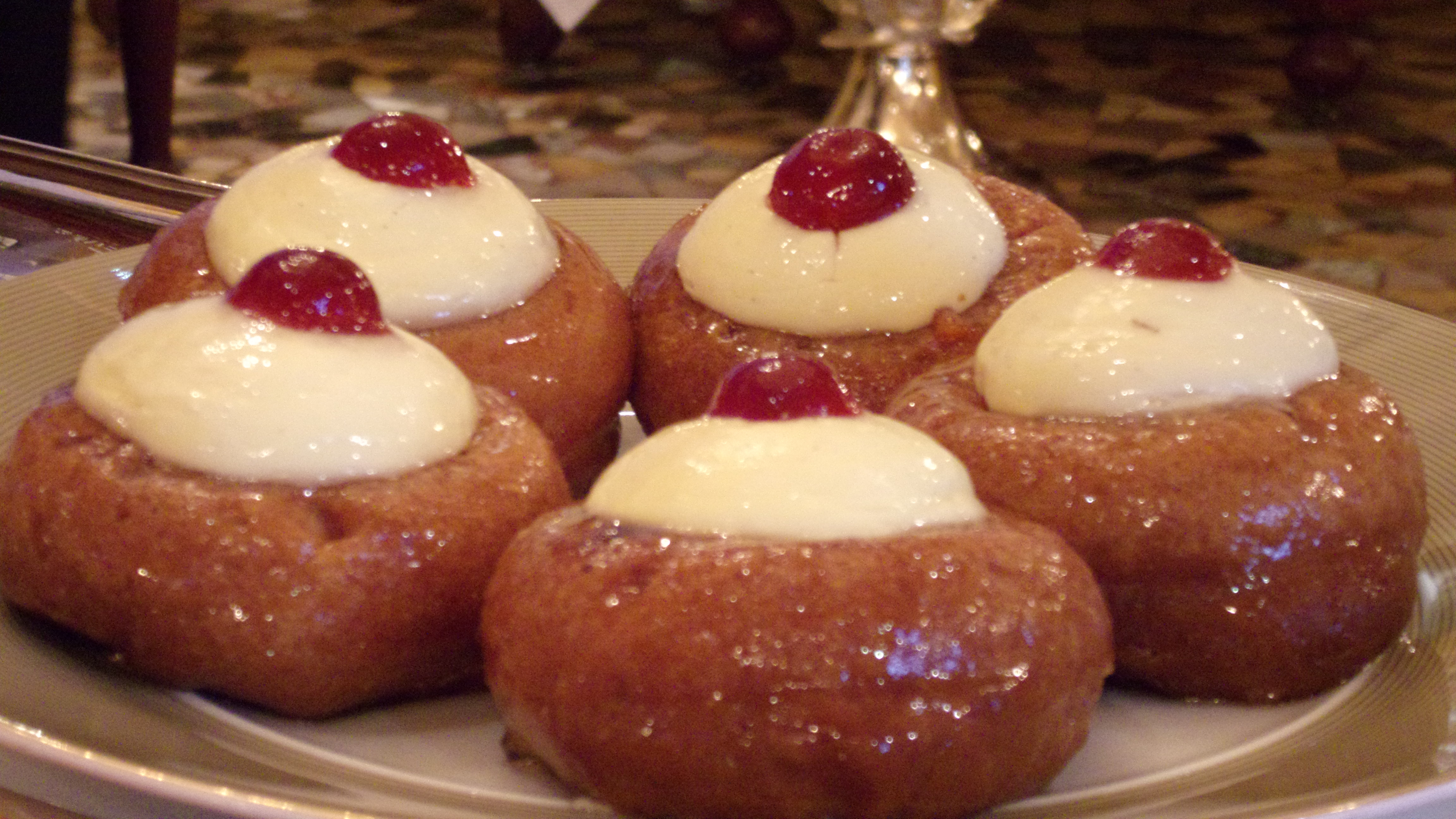
Несколько ромовых баб на тарелке
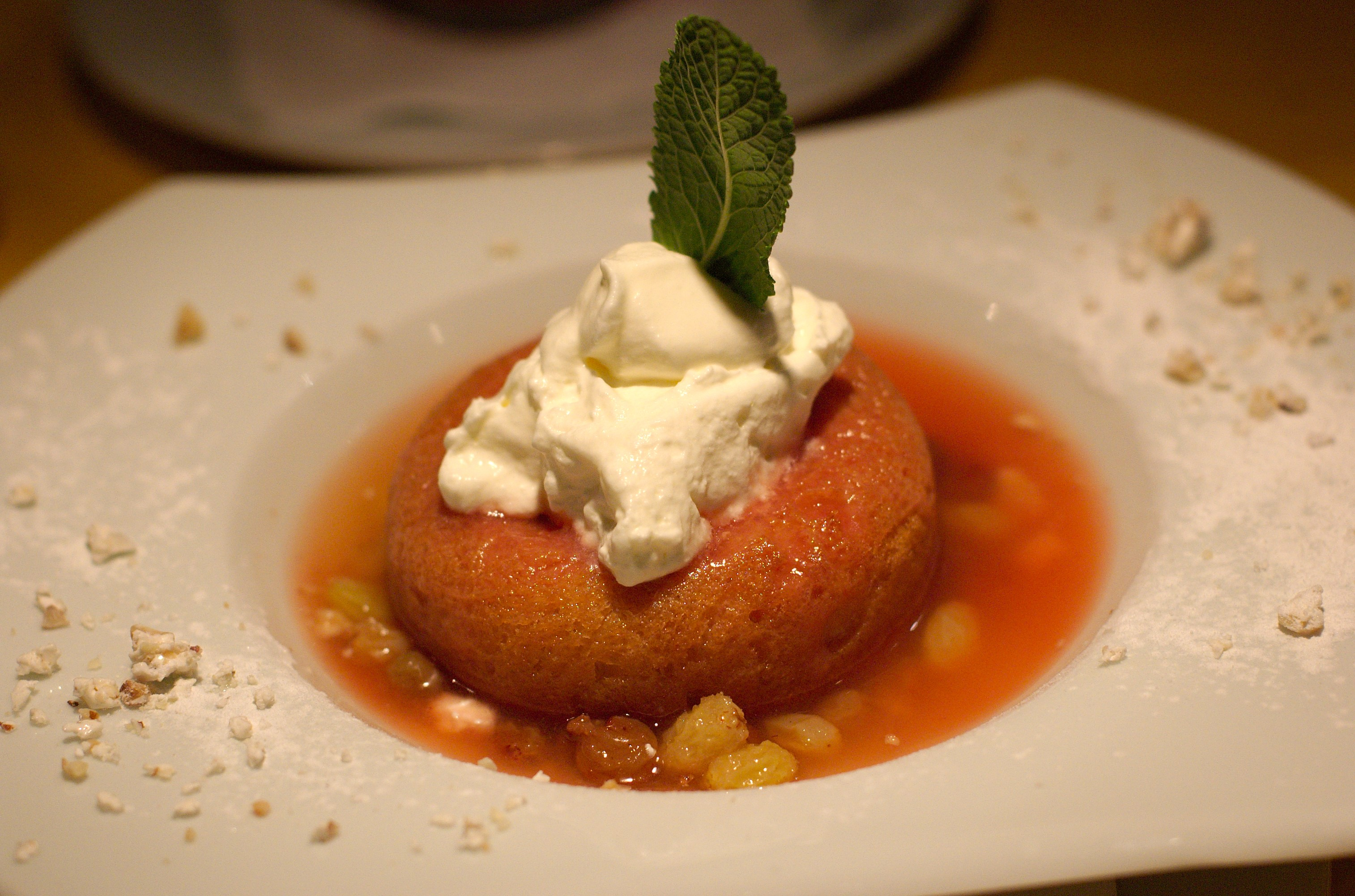
Ром-баба